# Hapoel Petah-Tikvah
El Hapoel Petah Tikva (hebreo: הַפּוֹעֵל פֶּתַח תִּקְוָה) es un club de fútbol de Israel, con sede en la ciudad de Petah Tikva. El equipo juega en la Ligat ha'Al, la primera división del fútbol del país.

## Palmarés
- Ligat ha'Al (6): 1955, 1958–59, 1959–60, 1960–61, 1961–62, 1962–63
- Copa de Israel (2): 1957, 1992
- Israeli Supercup (1): 1962
- Copa Toto (4): 1986, 1990, 1991, 2005
- Toto Cup Leumit (1): 2007